# Boracay
Boracay est une petite île de l'archipel des Visayas, aux Philippines. Elle est située à environ 300 kilomètres au sud de Manille et à moins d'un kilomètre de la pointe nord de l'île de Panay, dans la région administrative VI ou Visayas occidentales. Elle est rattachée à la province d'Aklan.

## Histoire

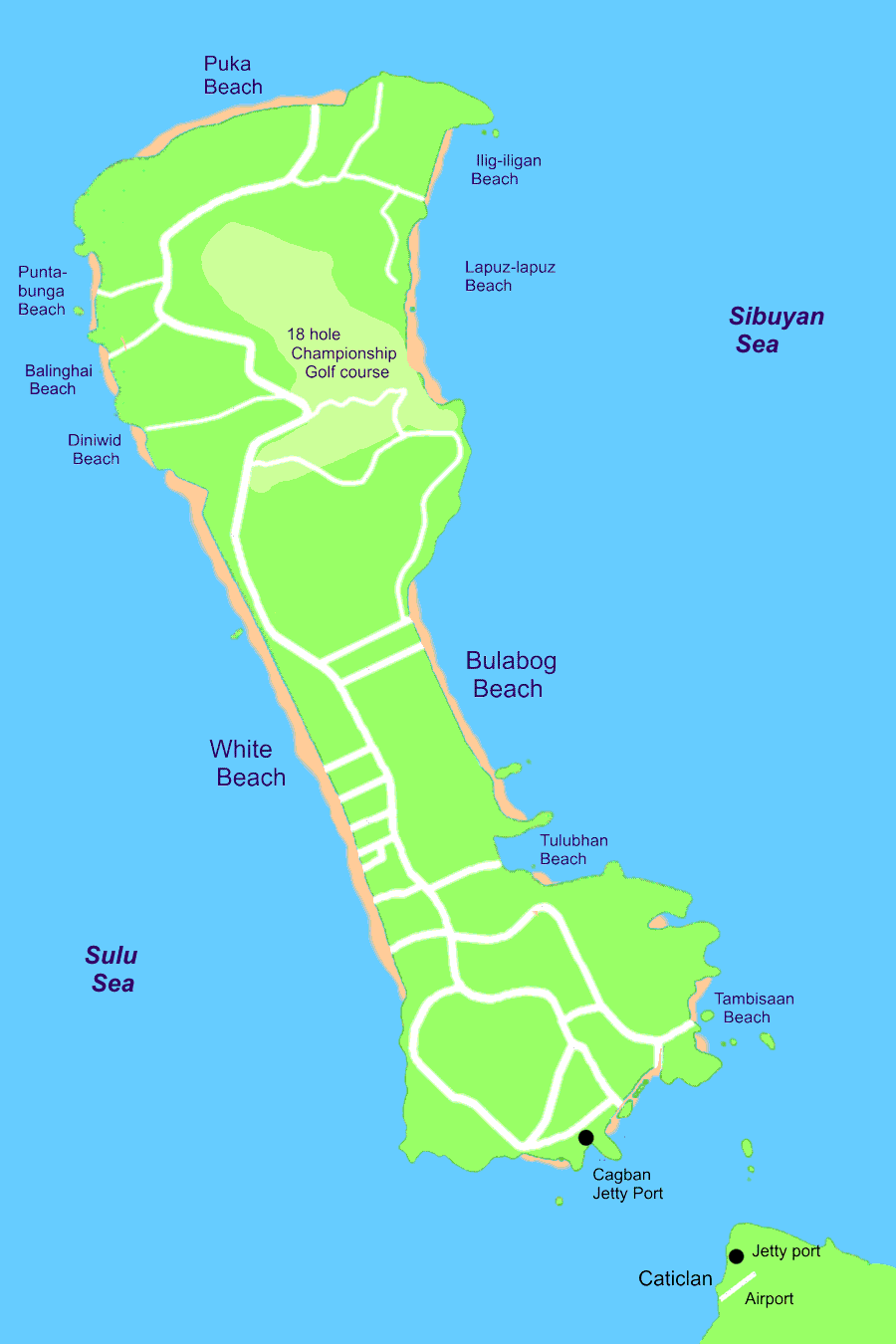
Plan de Boracay montrant les routes, les plages et le golf.

Orientée nord-nord-ouest, l'île mesure six kilomètres de long pour un à deux de large. Sa superficie est de 10,32 km2. Elle compte 33 109 habitants en 2018 contre seulement 12 003 habitants, lors du recensement en 2000. Elle est subdivisée en trois barangays qui sont administrés par la municipalité de Malay.
Possédant plusieurs grandes plages de sable blanc, elle est devenue depuis les années 1970 une destination très touristique. Elle est accessible par bateau depuis Panay, où se trouve l'aéroport, juste de l'autre côté du détroit qui les sépare. 

## Statistiques
Selon les données du département du Tourisme (DOT), le nombre total de touristes arrivés à Boracay en 2016 était de 1 725 483 personnes, environ 250 000 de plus qu'en 2015. 
Comme la durée moyenne d'un séjour sur l'île est de trois jours environ par touriste, il y a en moyenne 14 182 touristes sur l'île chaque jour.
En 2018, la population officielle de Boracay est de 33 109 habitants. Les données montrent donc que l'île de seulement 10,32 km2 est de 47 291 habitants, ce qui correspond à une densité très élevée de 4 655 hab/km2.

## Transports
L'île est desservie par l'aéroport Godofredo P. Ramos de Caticlan, situé à la pointe de l'île de Panay. La piste de ce dernier a été agrandie en 2016 afin de pouvoir accueillir des mono-couloirs de type Airbus A320 ou Boeing 737. L'aéroport international de Kalibo, situé à environ 70 kilomètres de Boracay, permet aussi de s'y rendre.

## Tourisme
En 2016, elle fut nommée meilleure destination insulaire” par Condé Nast.
Le 26 avril 2018, l’île fut interdite aux touristes étrangers pour une durée de 6 mois par le président Rodrigo Duterte, qui avait déclaré le 9 février « Je fermerai Boracay. Boracay est un cloaque" » lors d'un forum d'affaires dans sa ville natale de Davao,. L'île a été victime de son succès et ses eaux sont polluées ce qui « est attribuée à l’incapacité du gouvernement local à appliquer la réglementation sur la protection des aires maritimes, les ordures, l’écoulement des eaux usées, le plan d’occupation des sols et les règles d’urbanisme ». Mais, la presse suspecte le président de vouloir favoriser la construction d'un casino pour les touristes chinois, celui-ci avait rencontré « des représentants du groupe Galaxy Entertainment (en), parmi lesquels le fondateur Lui Che-woo ».
Après six mois, l'île est rouverte aux touristes avec de nouvelles règles.
Après avoir été opposé à l'implantation de nouveaux casino aux Philippines, en 2021 la Chambre des représentants des Philippines, dominée par les alliés du président Rodrigo Duterte, a approuvé le projet de loi sur l'Autorité de développement de l'île de Boracay (BIDA). Sur les 307 membres de la Chambre des représentants, 192 ont voté pour tandis que seulement sept, dont six sont membres du bloc d'opposition Makabayan (en), se sont opposés au projet de loi.
En 2022, Condé Nast nomme Boracay comme la meilleure destination insulaire d'Asie

## Galerie

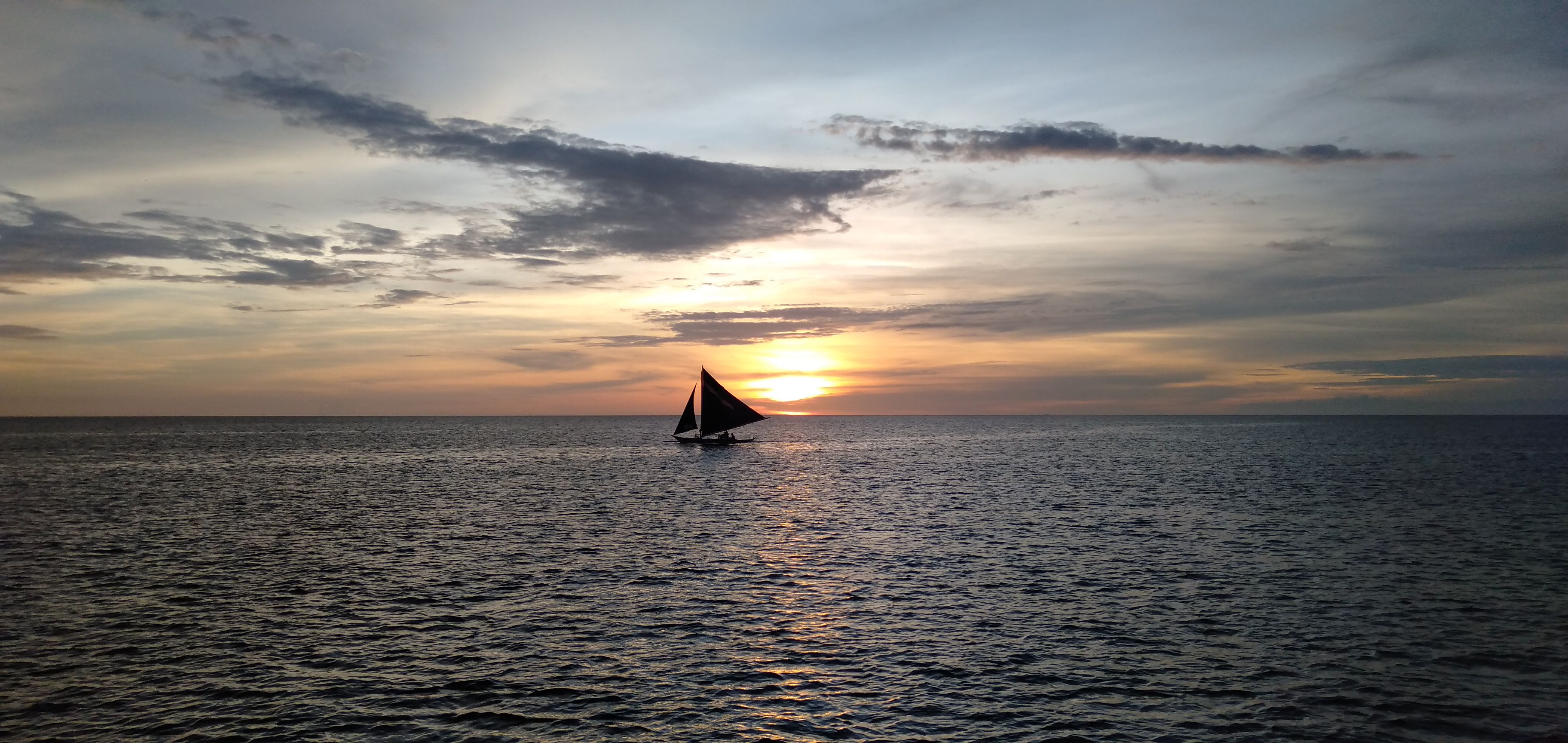
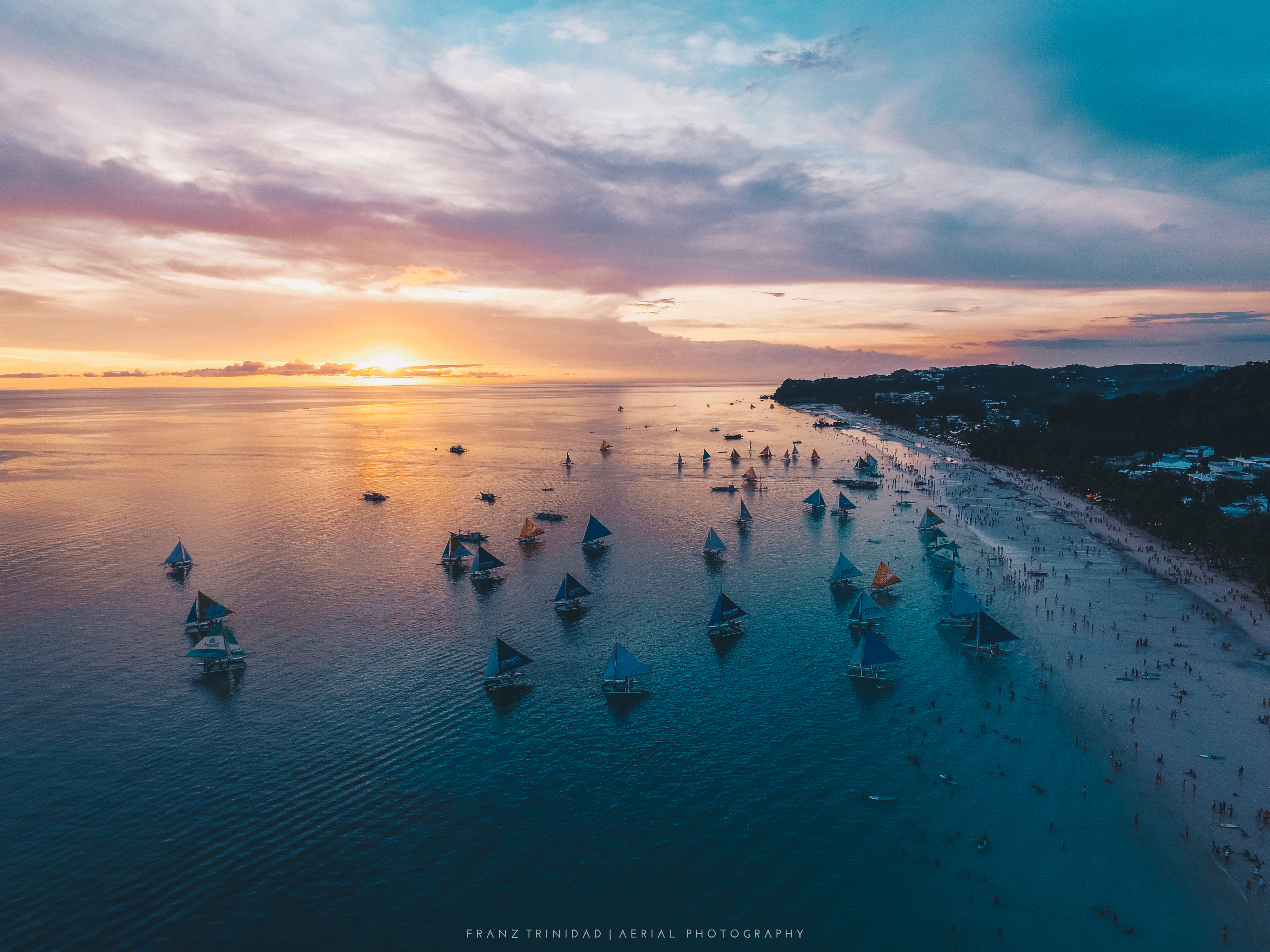
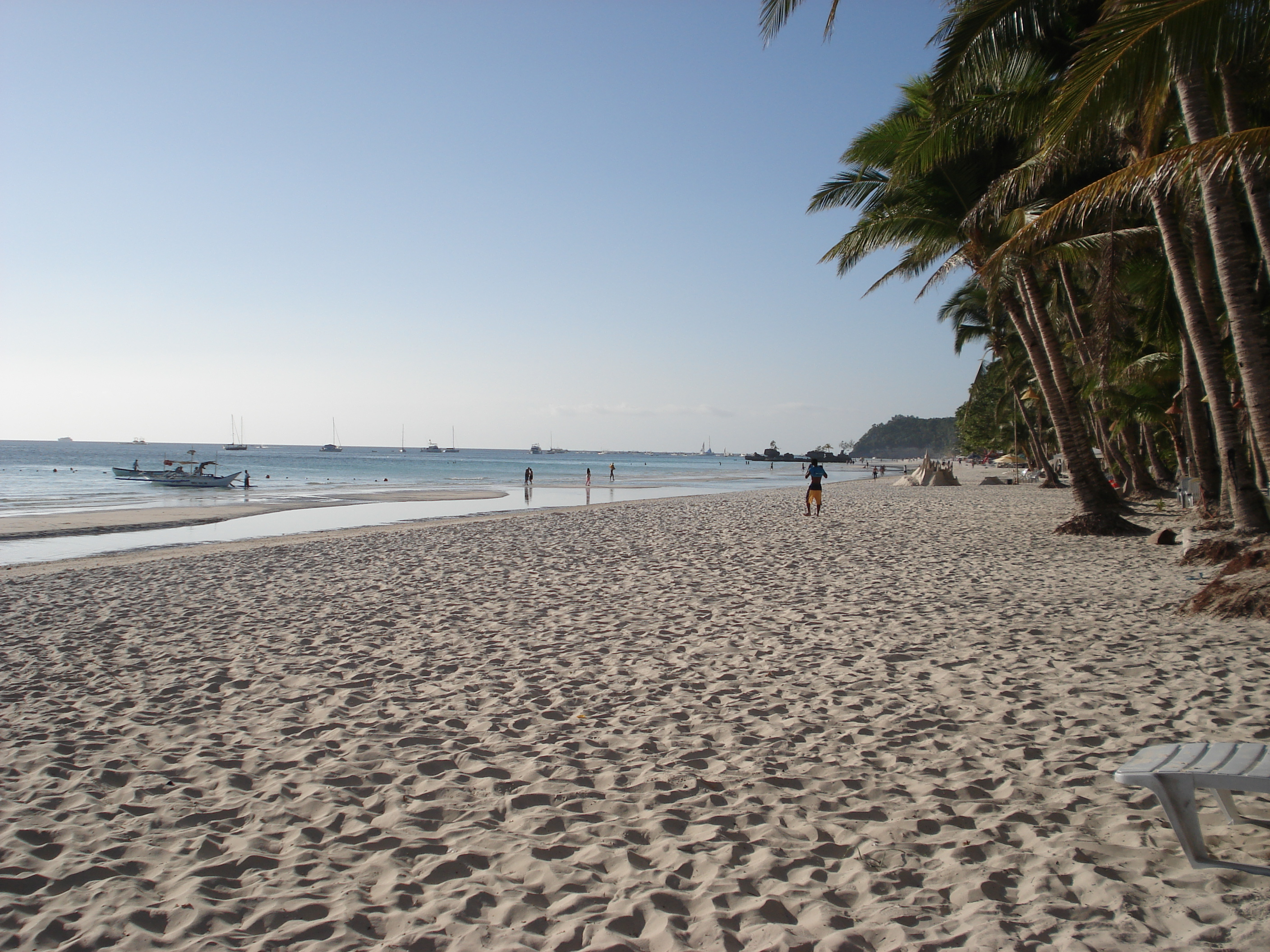
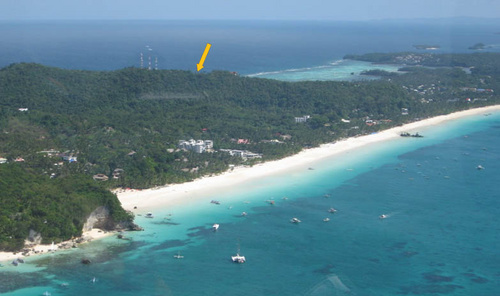
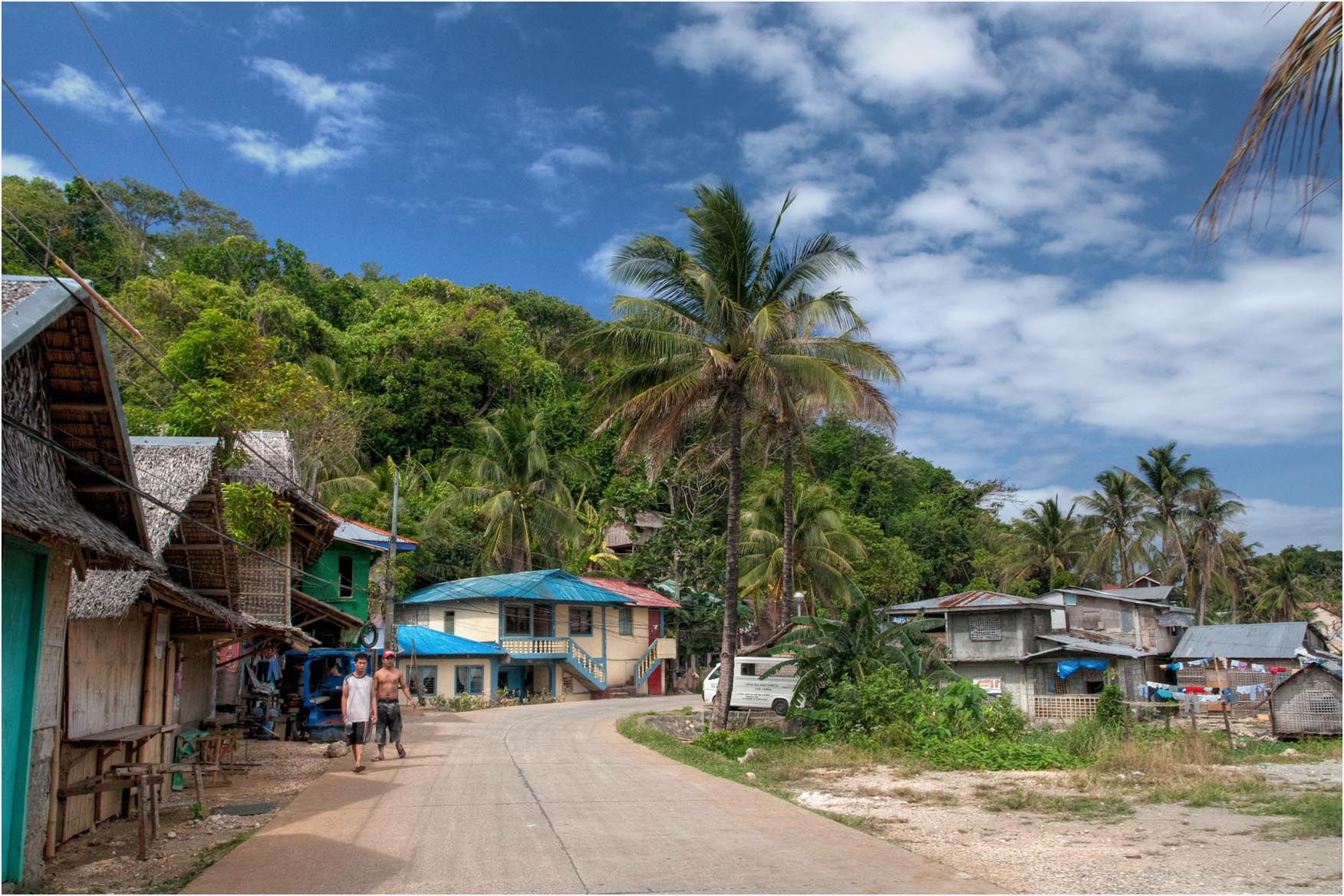